# Kailashahar
Kailashahar (o Kailasahar) è una suddivisione dell'India, classificata come nagar panchayat, di 20.279 abitanti, capoluogo del distretto del Tripura Settentrionale, nello stato federato del Tripura. In base al numero di abitanti la città rientra nella classe III (da 20.000 a 49.999 persone).

## Geografia fisica
La città è situata a 24° 19' 60 N e 92° 1' 0 E e ha un'altitudine di 21 m s.l.m..

## Società

### Evoluzione demografica
Al censimento del 2001 la popolazione di Kailashahar assommava a 20.279 persone, delle quali 10.306 maschi e 9.973 femmine. I bambini di età inferiore o uguale ai sei anni assommavano a 1.977, dei quali 1.030 maschi e 947 femmine. Infine, coloro che erano in grado di saper almeno leggere e scrivere erano 16.547, dei quali 8.680 maschi e 7.867 femmine.